# Всички искат нещо
Всички искат нещо (на английски: Everybody Wants Some!!) е американска комедия от 2016 година на режисьора Ричард Линклейтър. Филмът разглежда живота на колежански бейзболен отбор в САЩ през 1980 година. Филмът е определян като един вид продължение на филма му от 1993 година - Объркани и непокорни. Освен това Линклейтър го разглежда и като продължение на Юношество (2014), защото филмът завършва със запознаването на главния герой с новите му съквартиранти в колежа.
Филмът прави премиерата си през март месец 2016 година и въпреки че получава добри отзиви, реализира приходи от едва 4.6 милиона долара в боксофиса при бюджет от 10 милиона долара.

## Сюжет
В Тексас през 1980 година младия бейзболист Джейк (Блейк Дженър) започва колежанското си обучение и се нанася в къщата, в която живее бейзболния отбор на колежа. Отборът прекарва дните си не само в тренировки, но и купонясвайки по местните партита и клубове.